# 鱗木屬
鱗木（學名：Lepidodendron）是一屬已滅絕的石松類，為高大的樹狀蕨類，生長在炎熱潮濕的沼澤地帶中。在石炭紀時頗為興盛，和封印木、蘆木等一同形成廣大的煤炭森林。它們的高度可達40公尺甚至更高，樹幹的直徑超過1公尺。其遺骸在地底下經長久的化學及物理作用後，形成現代人類最重要的燃料資源煤炭及天然氣。

## 特徵
鱗木的植物體高大粗壯，典型高度約為30公尺。以Y型二歧式分叉、稱作「根座」的根器官固定在淺土中，類似現今的水韭。根座上再生長出指般大小的螺旋形根。像柱子的樹幹大多沒有分枝，只在頂部形成巨大的樹冠。樹幹表面具有鱗片狀的樹皮和密集的菱形葉座，這些葉座有氣孔，含有葉綠素。因此據推測其軀幹應該是綠色的。呈螺旋狀排列的狹長葉片布滿上枝，枝梢長有毬果狀的構造，內含孢子。

## 圖片

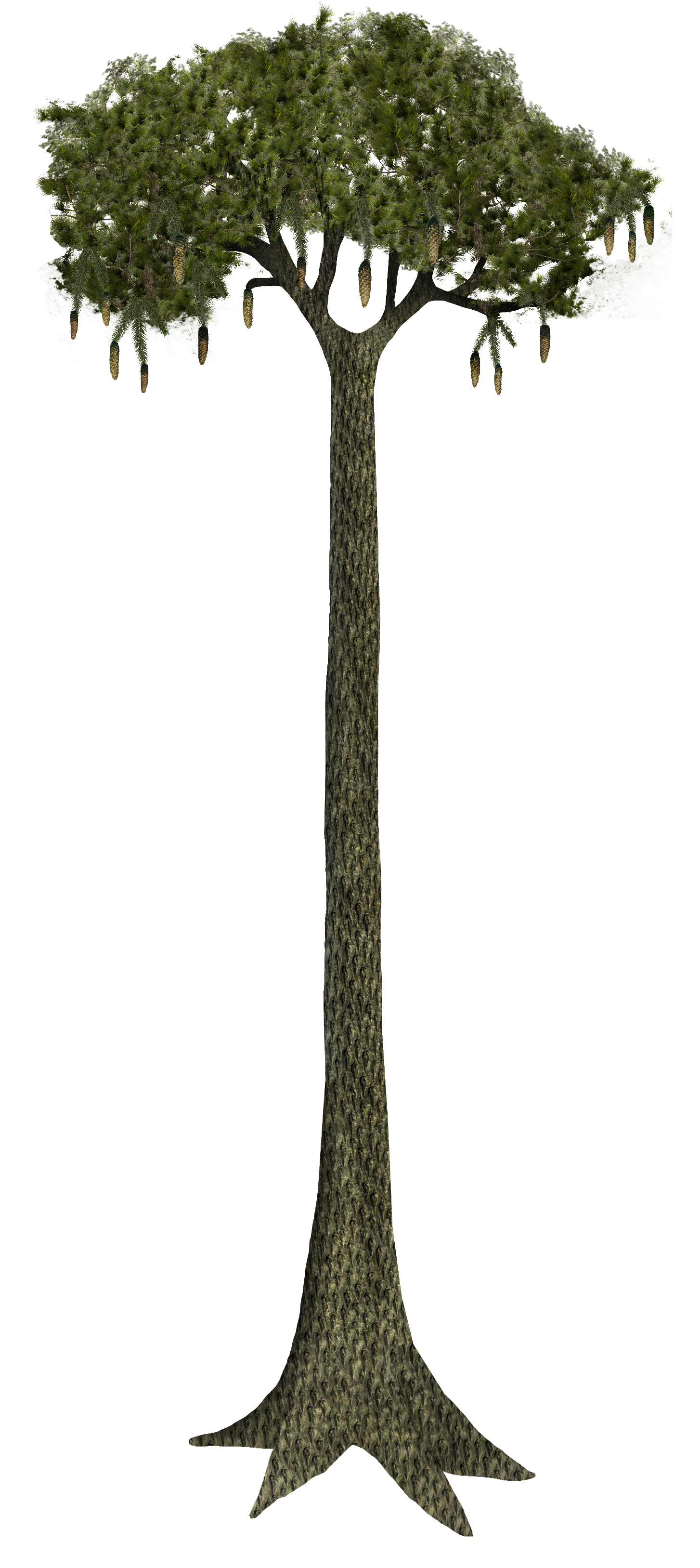
藝術家筆下的鱗木復原圖
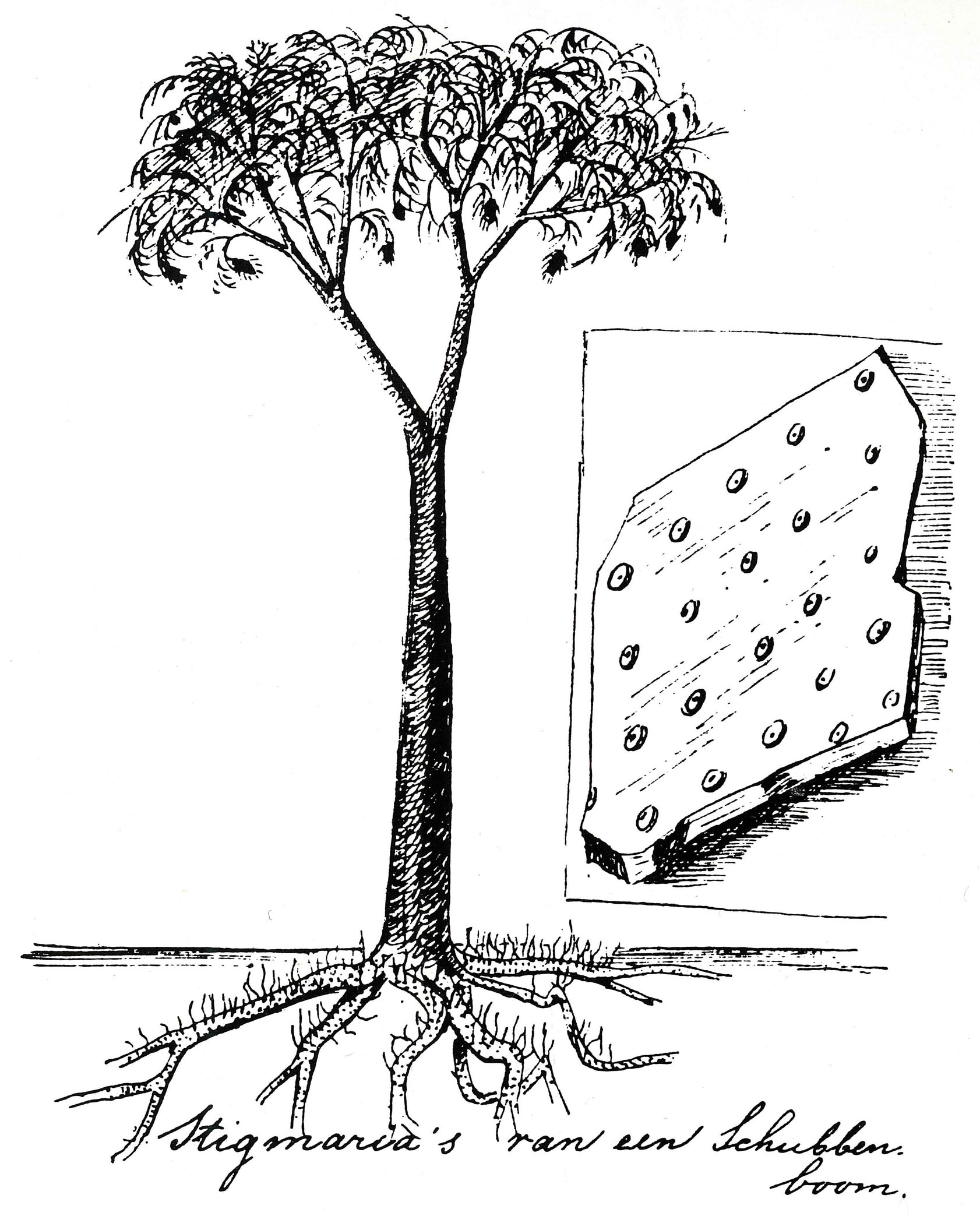
荷蘭的環保主義者Eli Heimans所繪製的鱗木復原圖(1911).
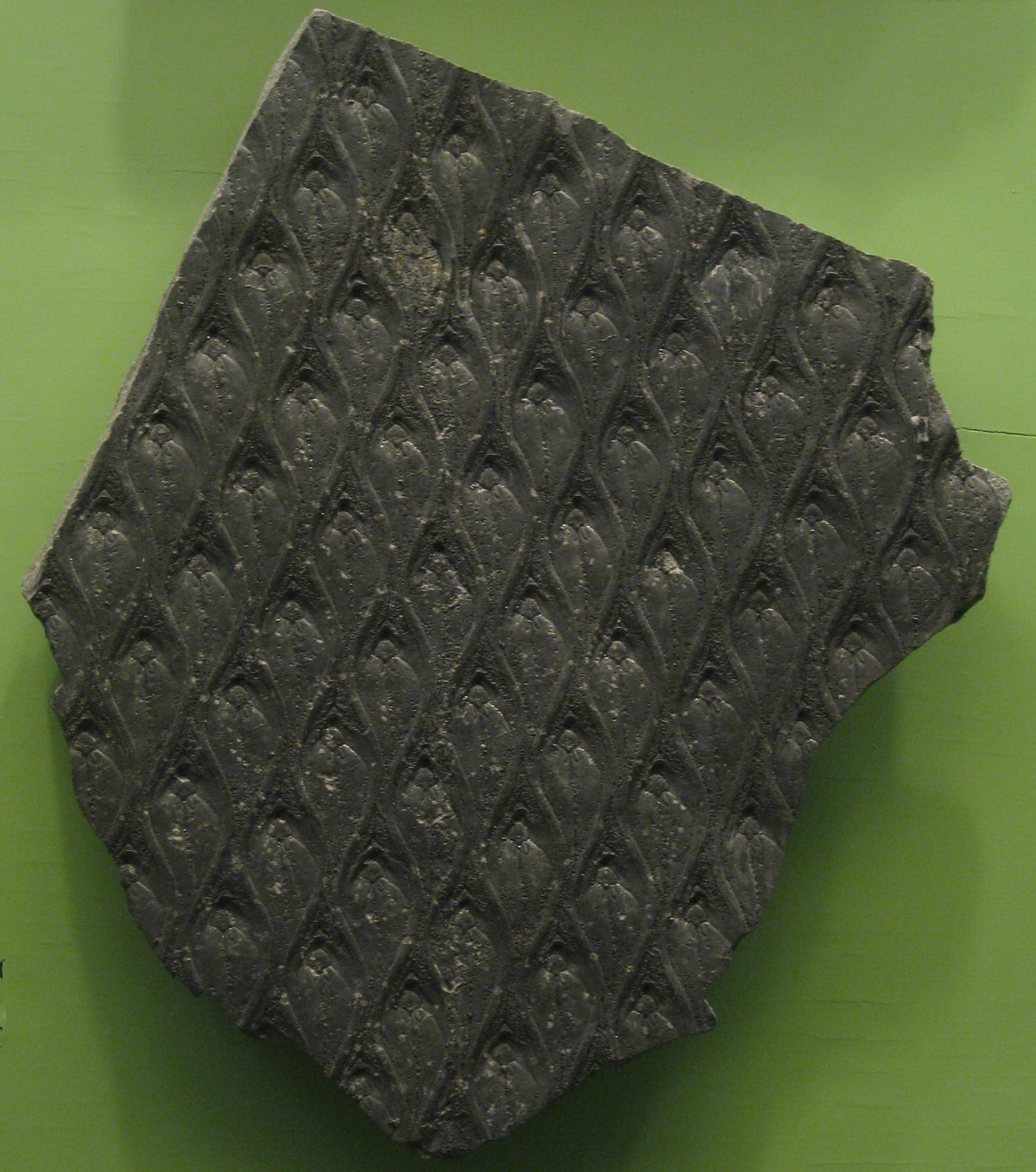
於賓夕法尼亞州立博物館（英语：State Museum of Pennsylvania）展出的鱗木化石